# 29 sierpnia
29 sierpnia jest 241. (w latach przestępnych 242.) dniem w kalendarzu gregoriańskim. Do końca roku pozostaje 124 dni.

## Święta
- Imieniny obchodzą: Beatrycze, Eutymiusz, Flora, Hipacy, Jan, Jan Chrzciciel, Krescencjusz, Krescens, Krescenty, Mederyk, Mederyka, Michał, Racibor, Sabina, Sebbus i Świętosław.
- Międzynarodowe – Międzynarodowy Dzień Sprzeciwu wobec Prób Jądrowych (proklamowane przez Zgromadzenie Ogólne ONZ podczas 64. sesji, 30 października 2009)
- Polska – Dzień Straży Gminnej, Dzień Strażnika Miejskiego
- Słowacja – Rocznica Wybuchu Słowackiego Powstania Narodowego
- Ukraina – Dzień Pamięci Obrońców Ukrainy (od 2019)
- Wspomnienia i święta w Kościele katolickim[1][2] obchodzą:
  - Męczeństwo św. Jana Chrzciciela
  - bł. Beatrycze z Nazaretu (cysterka)
  - bł. Dominik Jędrzejewski (męczennik)
  - bł. Teresa Bracco (męczennica)
  - bł. Edmund Rice
  - św. Eufrazja Eluvathingal (zakonnica)
  - św. Sabina (męczennica)
  - św. Sebbi z Essex (władca)

## Wydarzenia w Polsce
- 1410 – Książę stargardzki i słupski Bogusław VIII złożył pod Malborkiem hołd lenny królowi Władysławowi Jagielle.
- 1428 – Husyci zdobyli Bolków.
- 1513 – Król Zygmunt I Stary utworzył województwo podlaskie ze stolicą w Drohiczynie.
- 1535:
  - Biskup krakowski Piotr Tomicki nadał ponownie prawa miejskie na prawie magdeburskim Kunowowi.
  - V wojna litewsko-moskiewska: armia królewska dowodzona przez hetmana wielkiego koronnego Jana Amora Tarnowskiego i hetmana wielkiego litewskiego Jerzego Radziwiłła zdobyła po miesięcznym oblężeniu twierdzę Starodub. Wziętych do niewoli 1400 moskiewskich jeńców hetman Tarnowski kazał ściąć.
- 1579 – I wojna polsko-rosyjska: wojska polsko-litewskie zdobyły po oblężeniu twierdzę połocką.
- 1831 – Powstanie listopadowe: zwycięstwo powstańców w bitwie pod Międzyrzecem Podlaskim.
- 1863 – Powstanie styczniowe: klęska powstańców w bitwie pod Kruszyną.
- 1920 – Wojna polsko-bolszewicka: rozpoczęła się obrona Zamościa.
- 1930:
  - Prezydent Rzeczypospolitej Ignacy Mościcki rozwiązał parlament i rozpisał nowe wybory do Sejmu na 16, a do Senatu RP na 23 listopada.
  - Tuż po przebytej operacji żołądka wicemarszałek Sejmu z ramienia Stronnictwa Chłopskiego Jan Dąbski został dotkliwie pobity przez nieznanych sprawców w wojskowych mundurach.
- 1931 – Poseł na Sejm RP i publicysta Tadeusz Hołówko został zamordowany w Truskawcu koło Drohobycza przez ukraińskich nacjonalistów.
- 1939 – Niemcy wystosowały ultimatum wobec Polski.
- 1942:
  - Niemcy rozstrzelali ok. 70 Żydów z Jordanowa na Podhalu. Reszta została przewieziona do obozu zagłady w Bełżcu.
  - Zakończyła się likwidacja sieradzkiego getta.
- 1943 – Rzeź wołyńska: oddziały ukraińskich nacjonalistów dokonały masowych mordów na Polakach w miejscowościach: Czmykos, Głęboczyca, Grabin, Ostrówki, Jasienówka, Sokołówka, Soroczyn, Stanisławów, Świętocin, Teresin, Władysławówka i Wola Ostrowiecka.
- 1944 – 29. dzień powstania warszawskiego:
  - Artyleria niemiecka zburzyła zakłady Fiata i kościół Nawiedzenia Najświętszej Marii Panny.
  - Poeta powstania Józef Szczepański napisał wiersz Czerwona zaraza.
  - Rządy Wielkiej Brytanii i Stanów Zjednoczonych ogłosiły przyznanie żołnierzom AK praw kombatanckich, uznając ją za integralną część Polskich Sił Zbrojnych. Dzień później alianci wymusili na władzach Rzeszy stosowanie wobec jeńców postanowień konwencji genewskiej.
- 1944 – Zakończyła się likwidacja łódzkiego getta.
- 1972 – Premiera komedii filmowej Dziewczyny do wzięcia w reżyserii Janusza Kondratiuka.
- 1977 – W Warszawie podpisano umowę kredytową z konsorcjum banków Niemiec Zachodnich na sumę 2 mld marek niemieckich, które miały być przeznaczone na zakup urządzeń do gazyfikacji węgla.
- 1980 – Sierpień 1980: rozpoczęły się strajki w śląskich kopalniach.
- 1994 – Prokuratorzy w asyście brygad antyterrorystycznych policji zamknęli w Warszawie, Krakowie, Opolu, Lublinie, Poznaniu i Szczecinie 6 stacji telewizyjnych należących do sieci Polonia 1.
- 1997 – Sejm RP przyjął ustawę o ochronie danych osobowych.
- 2015 – Uruchomiono pierwszy odcinek Szczecińskiego Szybkiego Tramwaju.
- 2016 – Polska nawiązała stosunki dyplomatyczne z Królestwem Tonga.
- 2017 – Sebastian Karaś jako pierwszy w historii przepłynął wpław Morze Bałtyckie z Kołobrzegu na duńską wyspę Bornholm (dystans 100 km)[3]
- 2021 – W miejscowości Piaski Szlacheckie w gminie Gorzków w powiecie krasnostawskim odbyła się uroczystość odsłonięcia tablicy upamiętniającej pioniera przemysłowej produkcji zegarków Antoniego Norberta Patka[4].

## Wydarzenia na świecie

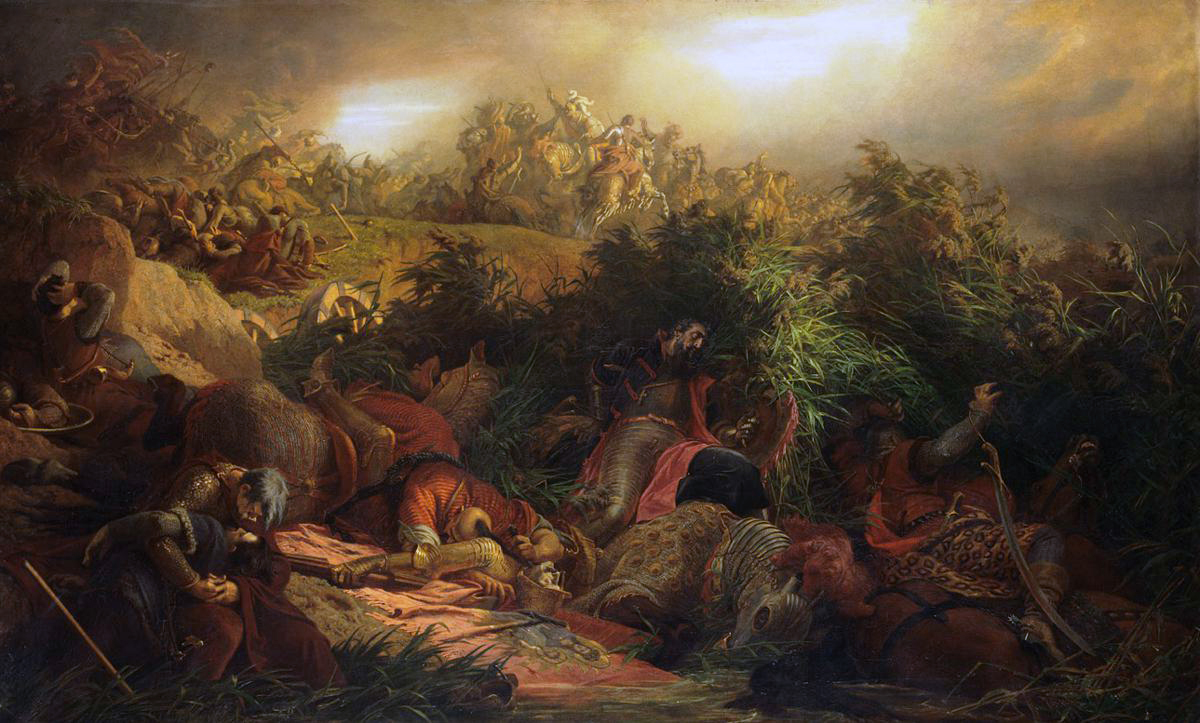
Bitwa pod Mohaczem (1526) na obrazie Bertalana Székelyego

- 410 – Wojska Alaryka opuściły zdobyty 24 sierpnia i złupiony Rzym.
- 1178 – Antypapież Kalikst III zakończył schizmę i podporządkował się papieżowi Aleksandrowi III.
- 1189 – W zamku Marlborough przyszły król Anglii Jan bez Ziemi poślubił Avisę z Gloucester.
- 1261 – Urban IV został wybrany na papieża.
- 1315 – Klęska wojsk florenckich w bitwie z siłami pizańskimi w pod Montecatini.
- 1350 – Zwycięstwo floty angielskiej nad kastylijską w bitwie pod Winchelsea.
- 1433 – Cesarz Zygmunt Luksemburski nadał herb miejski Görlitz.
- 1442 – Franciszek I został księciem Bretanii.
- 1475 – Francja i Anglia zawarły traktat pokojowy w Picquigny.
- 1484 – Innocenty VIII został wybrany na papieża.
- 1521 – Sułtan Imperium Osmańskiego Sulejman Wspaniały zdobył Belgrad.
- 1526 – Wojska węgierskie zostały rozgromione przez armię osmańską pod wodzą Sulejmana Wspaniałego w bitwie pod Mohaczem, w trakcie której zginął król Czech, Węgier i Chorwacji Ludwik II Jagiellończyk.
- 1530 – Obalony w czerwcu były hospodar Wołoszczyzny Mojżesz zginął w bitwie pod Viișoarą z wojskami swego następcy Włada VI Topielca.
- 1622 – Wojna trzydziestoletnia: zwycięstwo wojsk hiszpańsko-bawarskich nad protestanckimi w bitwie pod Fleurus.
- 1702 – Gabriel III został ekumenicznym patriarchą Konstantynopola.
- 1744 – Przyszły król Szwecji Adolf Fryderyk poślubił Ludwikę Ulrykę Hohenzollern.
- 1756 – Król Prus Fryderyk II Wielki wtargnął do Saksonii. Początek III wojny śląskiej.
- 1782 – Okręt liniowy HMS „Royal George” zatonął koło brytyjskiej wyspy Wight, w wyniku czego zginęło od 800 do 950 osób, co czyni katastrofę największą w historii Royal Navy w czasie pokoju.
- 1787 – W Hamburgu odbyła się premiera dramatu Don Carlos Friedricha Schillera.
- 1805 – Wobec fiaska planu inwazji na Wielką Brytanię i perspektywy wojny z Austrią, Napoleon Bonaparte przemianował Wielką Armię Wybrzeży Oceanu na Wielką Armię.
- 1814 – W Armii Imperium Rosyjskiego został sformowany Korpus Grenadierski.
- 1825 – Portugalia uznała niepodległość Brazylii.
- 1831 – Brytyjski fizyk Michael Faraday odkrył zjawisko indukcji elektromagnetycznej.
- 1833 – W Wielkiej Brytanii uchwalono ustawę znoszącą niewolnictwo.
- 1842 – Wielka Brytania i Chiny podpisały traktat nankiński kończący I wojnę opiumową.
- 1862:
  - Niemiecki astronom Ernst Tempel odkrył planetoidę (74) Galatea.
  - Zjednoczenie Włoch: zwycięstwo armii królewskiej nad ochotnikami Giuseppe Garibaldiego w bitwie pod Aspromonte.
- 1871 – W Japonii edyktem cesarskim zniesiono feudalizm.
- 1885 – Niemiec Gottlieb Daimler uzyskał patent na pierwszy motocykl.
- 1900 – Zabójca króla Włoch Humberta I illegalista Gaetano Bresci został skazany przez sąd w Mediolanie na dożywocie.
- 1907:
  - Niemiecki astronom August Kopff odkrył planetoidę (640) Brambilla.
  - Zawalił się będący w budowie Quebec Bridge nad Rzeką Świętego Wawrzyńca w Kanadzie, w wyniku czego zginęło 75 robotników.
- 1910 – Korea została oficjalnie anektowana przez Japonię.
- 1911 – 50-letni ostatni członek ludu Yana, znany jako Ishi i „ostatni dziki Indianin”, pojawił się, po pożarze okolicznych lasów, u podnóża Lassen Peak w Kalifornii, a następnie, do śmierci w 1916 roku, był zatrudniony na Uniwersytecie Kalifornijskim w Berkeley jako asystent badawczy.
- 1912 – W wyniku uderzenia tajfunu w chińskiej prowincji Zhejiang zginęło od 50 tys. do 220 tys. osób.
- 1913 – Pieter Cort van der Linden został premierem Holandii.
- 1916 – I wojna światowa: feldmarszałek Paul von Hindenburg został szefem niemieckiego Sztabu Generalnego.
- 1918 – Dekretem Rady Komisarzy Ludowych anulowano akty rozbiorowe Polski oraz przyznano Finlandii prawo do niepodległości.
- 1919 – Wojna polsko-bolszewicka: wojska polskie zdobyły Bobrujsk.
- 1928 – Założono honduraski klub piłkarski Motagua Tegucigalpa.
- 1929:
  - Rozpoczął się dokonany przez Arabów pogrom w Safedzie (29–31 sierpnia) w Mandacie Palestyny, w którym zginęło 18 Żydów, a 80 zostało rannych.
  - Sterowiec „Graf Zeppelin” zakończył w amerykańskim Lakehurst trwający od 7 sierpnia lot dookoła świata.
- 1930 – Ewakuowano na własne życzenie na pewny ląd ostatnich 36 mieszkańców odizolowanego szkockiego archipelagu St Kilda.
- 1934 – Premiera amerykańskiego filmu kostiumowego Hrabia Monte Christo w reżyserii Rowlanda V. Lee.
- 1935 – Król Belgów Leopold III Koburg w Küssnacht w Szwajcarii stracił panowanie nad kierownicą i uderzył w drzewo. W wypadku zginęła jego żona Astrid będąca w ciąży z czwartym dzieckiem, a sam król został lekko ranny.
- 1941:
  - Arthur Fadden został premierem Australii.
  - Front wschodni: wojska niemieckie zdobyły Tallinn i miasto Mga, przerywając ostatnią magistralę kolejową łączącą Leningrad z resztą kraju.
  - W okupowanej przez Niemców Serbii powstał kolaboracyjny rząd z gen. Milanem Nediciem na czele.
- 1942 – Front wschodni: pierwsze 4 niemieckie ciężkie czołgi Tiger zostały dostarczone na linię frontu koło miasta Mga pod Leningradem.
- 1943 – W reakcji na protesty społeczne niemieccy okupanci rozwiązali kolaboracyjny duński rząd i wprowadzili w kraju stan wojenny.
- 1944:
  - Gen. Géza Lakatos został premierem Węgier.
  - Wybuchło Słowackie Powstanie Narodowe.
- 1945 – Sowieci zestrzelili amerykański samolot dokonujący zrzutów żywności dla amerykańskich jeńców w Korei.
- 1947 – Temistoklis Sofulis został po raz drugi premierem Grecji.
- 1948 – Pod Fountain City w stanie Wisconsin w katastrofie lecącego z Chicago do Minneapolis należącego do Northwest Airlines samolotu Martin 2-0-2 zginęło wszystkich 37 osób na pokładzie.
- 1949 – ZSRR przeprowadził na poligonie w Semipałatyńsku pierwszą udaną próbę bomby atomowej (RDS-1).
- 1950 – Wojna koreańska: do Pusan przypłynęły dwa okręty z pierwszymi żołnierzami brytyjskimi w ramach sił interwencyjnych ONZ.
- 1952:
  - Na zakończonych w Moskwie I Mistrzostwach Świata w Piłce Siatkowej Kobiet zwyciężyła reprezentacja ZSRR przed Polską i Czechosłowacją.
  - W Woodstock w stanie Nowy Jork odbyło się premierowe wykonanie trzyczęściowego utworu muzycznego 4′33″ awangardowego kompozytora Johna Cage’a na dowolny instrument, skomponowany wyłącznie z samych pauz, zwanych tacetami, które oznaczają, że żadne instrumenty ani głosy nie biorą udziału w wykonaniu. Przez cały czas trwania utworu nie zostaje zagrany ani jeden dźwięk ze strony wykonawcy. Utwór ten często opisywany jest jako „cztery i pół minuty ciszy”, co odpowiada przybliżonemu czasowi trwania kompozycji, tj. 4 minutom i 33 sekundom.
- 1955 – Mjr Walter Gibb na brytyjskim myśliwcu odrzutowym English Electric Canberra poprawił własny rekord wysokości lotu samolotem (20 083 m).
- 1960:
  - W katastrofie należącego do Air France samolotu Lockheed Constellation w stolicy Senegalu Dakarze zginęły 63 osoby.
  - W zamachu bombowym w swym biurze w Ammanie zginął premier Jordanii Hazza al-Madżali i 11 innych osób, a 65 zostało rannych.
- 1961 – 6 osób zginęło w wyniku upadku gondoli z 210 m po przypadkowym przecięciu liny kolejki górskiej prowadzącej z Chamonix na szczyt Aiguille du Midi w Alpach przez francuski myśliwiec Republic F-84F Thunderstreak.
- 1964 – Nguyễn Xuân Oánh został premierem Wietnamu Południowego.
- 1965 – Zakończył się wówczas rekordowo długi załogowy lot kosmiczny na statku Gemini 5 (7 dni, 22 godz. i 56 min.)
- 1966 – Grupa The Beatles zagrała w San Francisco swój ostatni oficjalny koncert.
- 1967 – Rozpoczęto seryjną produkcję brytyjskiego samochodu sportowego Triumph TR5.
- 1968 – Późniejszy król Norwegii Harald V poślubił Sonję Haraldsen.
- 1970:
  - Dokonano oblotu amerykańskiego samolotu pasażerskiego McDonnell Douglas DC-10.
  - Krótko po starcie z Silchar we wschodnich Indiach rozbił się należący do Indian Airlines Fokker F-27, w wyniku czego zginęło wszystkich 39 osób na pokładzie.
- 1975 – W gwiazdozbiorze Łabędzia została odkryta nowa klasyczna V1500 Cygni.
- 1976 – U wybrzeża Wyspy Niedźwiedziej zatonął polski jacht „Otago”.
- 1979 – W katastrofie należącego do Aerofłotu samolotu Tu-124 w Kirsanowie w centralnej Rosji zginęły 63 osoby.
- 1981 – Palestyńscy terroryści otworzyli ogień w Synagodze Miejskiej w Wiedniu, zabijając 2 Żydów i raniąc 17.
- 1982:
  - Naukowcy z Instytutu Badań Ciężkich Jonów w niemieckim Darmstadt otrzymali nowy pierwiastek chemiczny meitner z grupy metali przejściowych.
  - Odbyła się najkrótsza zagraniczna podróż apostolska papieża Jana Pawła II do San Marino.
- 1988 – Rozpoczęła się misja statku kosmicznego Sojuz TM-6 na stację kosmiczną Mir z pierwszym afgańskim kosmonautą Abdulahadem Momandem na pokładzie.
- 1990 – Amerykański samolot transportowy Lockheed C-5 Galaxy rozbił się krótko po starcie z bazy lotniczej Ramstein Air Base w Niemczech, w wyniku czego zginęło 13 spośród 17 osób na pokładzie.
- 1991 – Prezydent Kazachstanu Nursułtan Nazarbajew wydał dekret o zamknięciu poligonu atomowego w Semipałatyńsku.
- 1994 – Południowa Afryka jako 11. kraj przystąpiła do Wspólnoty Rozwoju Afryki Południowej (SADC).
- 1995 – Doszło do nieudanego zamachu na prezydenta Gruzji Eduarda Szewardnadze.
- 1996 – Lecący z Moskwy na Spitsbergen należący do Vnukovo Airlines samolot Tu-154M rozbił się podczas podchodzenia do lądowania, w wyniku czego zginęło 141 osób, głównie rosyjscy i ukraińscy górnicy.
- 1997 – Algierska Zbrojna Grupa Islamska dokonała masakry 98 mieszkańców miejscowości Rais.
- 1998 – W katastrofie kubańskiego samolotu Tu-154M w stolicy Ekwadoru Quito zginęło 80 osób (w tym 10 na ziemi), a 21 zostało rannych.
- 2000 – Agbéyomé Kodjo został premierem Togo.
- 2003 – Co najmniej 95 osób zginęło w zamachu bombowym przed meczetem w Nadżafie. Wśród ofiar był m.in. przywódca irackich szyitów ajatollah Mohammed Bakr Hakim.
- 2004:
  - Prorosyjski kandydat Ału Ałchanow wygrał wybory prezydenckie w Czeczenii.
  - W Atenach zakończyły się XXVIII Letnie Igrzyska Olimpijskie.
- 2005:
  - Huragan Katrina dotarł do Nowego Orleanu w Luizjanie.
  - Wbrew embargu międzynarodowemu odbył się pierwszy zagraniczny lot pasażerski z Cypru Północnego do kraju innego niż Turcja (Azerbejdżanu).
- 2006 – Rosyjski Gazprom oraz niemieckie E-ON-Ruhrgas i BASF podpisały w Moskwie porozumienie końcowe dotyczące budowy Gazociągu Północnego.
- 2008 – Gruzja zerwała stosunki dyplomatyczne z Rosją.
- 2009 – Rozpoczęła się misja STS-128 wahadłowca Discovery.
- 2011 – Baburam Bhattarai został premierem Nepalu.
- 2012 – W Londynie rozpoczęły się XIV Letnie Igrzyska Paraolimpijskie.
- 2014:
  - Rozpoczęła się erupcja wulkanu Bárðarbunga na Islandii.
  - Wojna w Donbasie: wojska rosyjskie otworzyły ogień z broni maszynowej i granatników do ukraińskich oddziałów przemieszczających się korytarzem humanitarnym po okrążeniu ich w bitwie pod Iłowajskiem, w wyniku czego zostały one całkowicie rozbite.
- 2016 – 72 osoby zginęły, a ok. 100 zostało rannych w samobójczym zamachu bombowym z użyciem samochodu-pułapki na punkt rekrutacyjny jemeńskiej armii w Adenie.
- 2017:
  - Korea Północna wystrzeliła pocisk rakietowy Hwasong-12, który po przelocie nad japońską wyspą Hokkaido spadł do Pacyfiku.
  - Sebastian Karaś przepłynął w ciągu 28 godzin i 26 minut z Kołobrzegu na duńską wyspę Bornholm.
- 2019 – Ołeksij Honczaruk został premierem Ukrainy.

## Urodzili się
- 1434 – Janus Pannonius, węgierski duchowny katolicki, biskup Peczu, urzędnik, dyplomata, humanista, poeta (zm. 1472)
- 1576 – Antoni Medyceusz, książę Toskanii, dyplomata, alchemik, podróżnik (zm. 1621)
- 1619 – Jean-Baptiste Colbert, francuski ekonomista, polityk, pierwszy minister króla Francji (zm. 1683)
- 1632 – John Locke, angielski filozof (zm. 1704)
- 1662 – Sebastiano Mocenigo, doża Wenecji (zm. 1732)
- 1686 – Luigi Centurione, włoski jezuita, generał zakonu (zm. 1757)
- 1701 – Felix Anton Scheffler, niemiecki malarz (zm. 1760)
- 1708 – Olof von Dalin, szwedzki poeta, prozaik, satyryk, historyk (zm. 1763)
- 1724 – Giovanni Battista Casti, włoski poeta, satyryk, librecista (zm. 1803)
- 1725 – Charles Townshend, brytyjski polityk (zm. 1767)
- 1728 – Maria Anna Wettyn, królewna polska, księżna saska, księżna elektorowa bawarska (zm. 1797)
- 1730 – (lub 1738) Aleijadinho, brazylijski architekt, rzeźbiarz (zm. 1814)
- 1737 – John Hunter, brytyjski wojskowy, administrator kolonialny (zm. 1821)
- 1752 – Józefina Amalia Potocka, polska malarka amatorka, kolekcjonerka obrazów (zm. 1798)
- 1754 – Johann Labes, gdański kupiec, senator (zm. 1809)
- 1756 – Jan Śniadecki, polski polihistor, matematyk, astronom, filozof, geograf, pedagog, krytyk literacki, teoretyk języka (zm. 1830)
- 1765 – Jean-Baptiste Cervoni, francuski generał (zm. 1809)
- 1769 – Róża Filipina Duchesne, francuska zakonnica, święta (zm. 1852)
- 1770 – Ludwik, landgraf Hesji-Homburg, pruski generał (zm. 1839)
- 1780 – Jean-Auguste-Dominique Ingres, francuski malarz (zm. 1867)
- 1790 – Leopold, wielki książę Badenii (zm. 1852)
- 1794 – Léon Cogniet, francuski malarz (zm. 1880)
- 1805:
  - Frederick Maurice, brytyjski teolog anglikański, prozaik, eseista (zm. 1872)
  - Alexandru Constantin Moruzi, rumuński polityk (zm. 1873)
- 1808:
  - Bernard Purkop, polski duchowny katolicki, działacz społeczny (zm. 1882)
  - Hermann Schulze-Delitzsch, niemiecki działacz spółdzielczy, polityk (zm. 1883)
- 1809 – Oliver Wendell Holmes Sr., amerykański lekarz, pisarz (zm. 1894)
- 1817 – John Leech, brytyjski rysownik, ilustrator, karykaturzysta pochodzenia irlandzkiego (zm. 1864)
- 1821 – Gabriel de Mortillet, francuski archeolog, antropolog, muzeolog (zm. 1898)
- 1835:
  - Ivor Guest, brytyjski arystokrata, przedsiębiorca (zm. 1914)
  - William Gully, brytyjski arystokrata, adwokat, polityk (zm. 1909)
- 1839 – Ignacy Krasicki, polski ziemianin, polityk, poseł na Sejm Krajowy Galicji (zm. 1924)
- 1840 – Cándido López, argentyński malarz, wojskowy (zm. 1902)
- 1843 – Joanna Franciszka od Nawiedzenia Maryi, włoska zakonnica, błogosławiona (zm. 1888)
- 1844 – Edward Carpenter, brytyjski prozaik, poeta, filozof, działacz socjalistyczny (zm. 1929)
- 1847 – Sebastian Gebhard Messmer, amerykański duchowny katolicki, arcybiskup Milwaukee pochodzenia szwajcarskiego (zm. 1930)
- 1849:
  - Andriej Markgrafski, rosyjski generał-major żandarmerii (zm. 1906)
  - James W. Putnam, amerykański neurolog, psychiatra (zm. 1938)
  - Tadeusz Stryjeński, polski architekt, konserwator zabytków, przedsiębiorca budowlany (zm. 1943)
- 1851:
  - Karol Drymmer, polski botanik, nauczyciel (zm. 1937)
  - Sabina Petrilli, włoska zakonnica, błogosławiona (zm. 1923)
  - Andriej Żelabow, rosyjski rewolucjonista (zm. 1881)
- 1858 – Salomon Reinach, francuski archeolog, historyk pochodzenia niemiecko-żydowskiego (zm. 1932)
- 1859 – Felix Dahrenstädt, niemiecki polityk, burmistrz Bydgoszczy (zm. 1898)
- 1862:
  - Andrew Fisher, australijski polityk, premier Australii (zm. 1928)
  - Maurice Maeterlinck, belgijski dramaturg, poeta, eseista, laureat Nagrody Nobla (zm. 1949)
- 1866:
  - Antoni Religioni, polski generał brygady, lekarz pochodzenia włoskiego (zm. 1939)
  - Kornel Stodola, słowacki taternik (zm. 1946)
- 1871:
  - Albert Lebrun, francuski polityk, prezydent Francji (zm. 1950)
  - Jack Butler Yeats, irlandzki malarz, ilustrator, pisarz (zm. 1957)
- 1876:
  - Charles Kettering, amerykański rolnik, nauczyciel, mechanik, inżynier, naukowiec, wynalazca, filozof (zm. 1958)
  - Kim Gu, koreański działacz niepodległościowy, polityk, prezydent Tymczasowego Rządu Korei (zm. 1949)
  - Jan Skotnicki, polski malarz (zm. 1968)
- 1878 – Józef Tarrats Comaposada, hiszpański jezuita, męczennik, błogosławiony (zm. 1936)
- 1880 – Marie-Louise Meilleur, kanadyjska superstulatka pochodzenia francuskiego (zm. 1998)
- 1881:
  - Pat Harrison, amerykański polityk, senator (zm. 1941)
  - Valery Larbaud, francuski pisarz (zm. 1957)
- 1883 – Jan Kołłątaj-Srzednicki, polski generał brygady, lekarz (zm. 1944)
- 1885 – Ingar Nielsen, norweski żeglarz sportowy (zm. 1963)
- 1886 – Ernest Cieślewski, polski podpułkownik pilot (zm. 1942)
- 1887 – Stanisław Cywiński, polski krytyk i historyk literatury (zm. 1941)
- 1889
  - Alfredo Maria Aranda Obviar, filipiński duchowny katolicki, biskup Luceny, Sługa Boży (zm. 1978)
  - Jan Sroczyński, polski major artylerii (zm. 1935)
- 1890:
  - Richard Casey, australijski dyplomata, polityk, minister skarbu, minister spraw zagranicznych, gubernator generalny (zm. 1976)
  - Maria Felicyta Masiá Ferragut, hiszpańska zakonnica, męczennica, błogosławiona (zm. 1936)
- 1891:
  - Michaił Czechow, rosyjski aktor, reżyser, pedagog (zm. 1955)
  - Anna Ludwika Czerny, polska romanistka, poetka, pisarka, tłumaczka (zm. 1968)
  - Stanisław Przyłęcki, polski biochemik, fizjolog weterynarii, wykładowca akademicki (zm. 1944)
- 1892:
  - Karl Bauman, łotewski i radziecki polityk (zm. 1937)
  - Alexandre Koyré, francuski filozof pochodzenia rosyjskiego (zm. 1964)
- 1893 – Władysław Lam, polski malarz, grafik, krytyk sztuki (zm. 1984)
- 1894:
  - Harold Barron, amerykański lekkoatleta, płotkarz (zm. 1978)
  - Siemion Bogdanow, radziecki dowódca wojskowy, marszałek wojsk pancernych (zm. 1960)
  - Tadeusz Andrzej Broniewski, polski architekt, historyk i krytyk architektury, konserwator zabytków (zm. 1976)
- 1895:
  - Carlo Bigatto, włoski piłkarz, trener (zm. 1942)
  - Jerzy Kirchmayer, polski generał brygady, historyk (zm. 1959)
  - Ivan Prezejl, jugosłowiański wojskowy, przywódca słoweńskich czetników podczas II wojny światowej, dowódca Słoweńskiej Armii Narodowej (zm. 1973)
- 1897:
  - Lucjan Miładowski, polski major piechoty (zm. 1975)
  - Paul Schneider, niemiecki pastor, teolog, ofiara nazizmu (zm. 1939)
- 1898:
  - Jan de Boer, holenderski piłkarz, bramkarz (zm. 1988)
  - Walter Lindrum, australijski bilardzista (zm. 1960)
  - Preston Sturges, amerykański reżyser i scenarzysta filmowy (zm. 1959)
- 1899 – Lyman Lemnitzer, amerykański generał pochodzenia niemieckiego (zm. 1988)
- 1900:
  - Åke Bergqvist, szwedzki żeglarz sportowy (zm. 1975)
  - Samuel Ferris, brytyjski lekkoatleta, długodystansowiec (zm. 1980)
- 1901:
  - Sherwin Badger, amerykański łyżwiarz figurowy (zm. 1972)
  - Adam Ciompa, polski malarz, pisarz (zm. 1935)
- 1902:
  - Smiljan Franjo Čekada, bośniacki duchowny katolicki, arcybiskup metropolita wszechbośniacki (zm. 1976)
  - Adrien Vandelle, francuski biathlonista, kombinator norweski, biegacz narciarski (zm. 1976)
- 1903:
  - Andriej Fajt, rosyjski aktor (zm. 1976)
  - Werner Radig, niemiecki archeolog, etnograf (zm. 1985)
  - Ole Stenen, norweski biegacz narciarski, kombinator norweski (zm. 1975)
- 1904:
  - Dobiesław Doborzyński, polski podporucznik rezerwy, fizyk (zm. 1942)
  - Werner Forßmann, niemiecki chirurg, laureat Nagrody Nobla (zm. 1979)
  - Anna Letenská, czeska aktorka (zm. 1942)
  - Jerzy Słupecki, polski logik, wykładowca akademicki (zm. 1987)
- 1905:
  - Arndt Pekurinen, fiński pacyfista, obdżektor (zm. 1941)
  - Al Taliaferro, amerykański rysownik komiksów (zm. 1969)
  - Adam Wysocki, polski aktor, wokalista Chóru Dana (zm. 1978)
- 1906 – Stefania Beylin, polska publicystka filmowa, tłumaczka (zm. 1989)
- 1907:
  - Ferdinando Barbieri, włoski kierowca wyścigowy (zm. 1997)
  - Jan Frenzel, niemiecki duchowny katolicki (zm. 1945)
  - Lurene Tuttle, amerykańska aktorka (zm. 1986)
  - Takeo Wakabayashi, japoński piłkarz (zm. 1937)
  - Tadeusz Zastawniak, polski piłkarz (zm. 1956)
- 1908:
  - Miguel Lauri, argentyński piłkarz (zm. 1994)
  - Tadeusz Płończak, polski architekt, urbanista (zm. 1981)
- 1909 – Mieczysław Woźniakowski, polski pedagog, kurator oświaty (zm. 1995)
- 1910:
  - José María Guido, argentyński adwokat, polityk, prezydent Argentyny (zm. 1975)
  - Vivien Thomas, amerykański technik chirurgiczny (zm. 1985)
- 1911:
  - Rudolf Marszałek, polski duchowny katolicki, uczestnik konspiracji antyhitlerowskiej, oficer AK i NSZ (zm. 1948)
  - Paweł Szulkin, polski fizyk, nauczyciel akademicki (zm. 1987)
- 1912:
  - Jan Baculewski, polski historyk literatury i pedagog (zm. 1994)
  - August Grodzicki, polski dziennikarz, krytyk teatralny, pisarz (zm. 2003)
  - Barry Sullivan, amerykański aktor (zm. 1994)
  - Wolfgang Suschitzky, brytyjski fotograf, operator filmowy pochodzenia austriackiego (zm. 2016)
- 1913 – Jan Ekier, polski pianista, kompozytor (zm. 2014)
- 1914:
  - Józef Czerniawski, polski aktor (zm. 1993)
  - John Guise, papuański polityk, gubernator generalny Papui-Nowej Gwinei (zm. 1991)
  - Witold Szmuljan, radziecki matematyk, wykładowca akademicki pochodzenia żydowskiego (zm. 1944)
  - Bernard Vonnegut, amerykański fizyk atmosfery pochodzenia niemieckiego (zm. 1997)
- 1915:
  - Heinrich Angst, szwajcarski bobsleista (zm. 1989)
  - Ingrid Bergman, szwedzka aktorka (zm. 1982)
- 1917:
  - Tadeusz Lutak, polski kapitan, żołnierz konspiracji niepodległościowej
  - Isabel Sanford, amerykańska aktorka (zm. 2004)
  - Michał Jan Zygo, polski działacz podziemia antykomunistycznego (zm. 1949)
- 1918:
  - Anthony Crosland, brytyjski polityk (zm. 1977)
  - Czesław Michniak, polski pisarz, dziennikarz (zm. 2012)
- 1919:
  - Francis Schewetta, francuski lekkoatleta, sprinter (zm. 2007)
  - Ajaan Suwat Suvaco, tajski mnich buddyjski (zm. 2002)
- 1920:
  - Owen J. Baggett, amerykański podporucznik pilot (zm. 2006)
  - Halina Kossobudzka, polska aktorka (zm. 1994)
  - Jordan Łeow, macedoński prawnik, pisarz (zm. 1998)
  - Məlik Məhərrəmov, azerski pułkownik (zm. 2004)
  - Charlie Parker, amerykański saksofonista i kompozytor jazzowy (zm. 1955)
- 1921:
  - Iris Apfel, amerykańska bizneswoman, projektantka wnętrz, filantropka, ikona mody (zm. 2024)
  - Paddy Roy Bates, brytyjski wojskowy, założyciel Księstwa Sealandu (zm. 2012)
  - Gerhard Grüneberg, wschodnioniemiecki polityk (zm. 1981)
  - Dimitrios Nianias, grecki polityk, eurodeputowany, minister kultury (zm. 2015)
- 1922:
  - Richard Blackwell, amerykański projektant mody (zm. 2008)
  - Henk Faanhof, holenderski kolarz szosowy (zm. 2015)
- 1923:
  - Richard Attenborough, brytyjski aktor, reżyser filmowy (zm. 2014)
  - Krystyna Jamroz, polska śpiewaczka operowa (sopran) (zm. 1986)
- 1924:
  - Jakub Goldberg, polski aktor, reżyser i scenarzysta filmowy pochodzenia żydowskiego (zm. 2002)
  - Dżennet Połtorzycka-Stampf’l, polska dziennikarka, autorka słuchowisk radiowych, pisarka (zm. 2020)
  - Clyde Scott, amerykański lekkoatleta, płotkarz, futbolista (zm. 2018)
  - Dinah Washington, amerykańska wokalistka jazzowa (zm. 1963)
- 1925:
  - Oleg Biełocerkowski, rosyjski matematyk, mechanik (zm. 2015)
  - Demetrio Lakas Bahas, panamski polityk, prezydent Panamy (zm. 1999)
  - Stanisław Mroczka, polski generał brygady (zm. 1983)
- 1926:
  - Hélène Ahrweiler, francuska historyk, mediewistka, bizantynolog pochodzenia greckiego
  - René Depestre, haitański prozaik, poeta
  - Józef Grochowski, polski poeta (zm. 2018)
  - Jan Łysakowski, polski prozaik, dziennikarz, polityk (zm. 2008)
  - Tadeusz Stadniczeńko, polski polityk, poseł na Sejm PRL (zm. 1998)
  - Karol Strug, polski dziennikarz, działacz filatelistyczny (zm. 2018)
- 1927:
  - Robert Anderlik, amerykański baseballista, trener (zm. 2018)
  - Gerry Gratton, kanadyjski sztangista (zm. 1963)
- 1928:
  - Charles Gray, brytyjski aktor (zm. 2000)
  - Dzidra Ritenberga, łotewska aktorka (zm. 2003)
- 1929:
  - John Arthur, południowoafrykański bokser (zm. 2005)
  - Thom Gunn, brytyjski poeta (zm. 2004)
  - Walentin Karawajew, rosyjski autor filmów animowanych (zm. 2001)
- 1930:
  - Raoul De Keyser, belgijski malarz (zm. 2012)
  - Antonín Měšťan, czeski historyk literatury, polonista, tłumacz (zm. 2004)
  - Atif Sidki, egipski polityk, premier Egiptu (zm. 2005)
- 1931:
  - Juliusz Janicki, polski aktor, scenarzysta, reżyser filmowy i dokumentalny (zm. 2011)
  - Barbara Orzechowska, polska florecistka (zm. 2015)
  - Ichikawa Raizō VIII, japoński aktor (zm. 1969)
  - Janusz Sykutera, polski aktor, reżyser teatralny (zm. 1997)
- 1932:
  - Lakis Petropulos, grecki piłkarz, trener (zm. 1996)
  - Rodolfo Stavenhagen, meksykański socjolog, wykładowca akademicki, dyplomata (zm. 2016)
- 1933:
  - Janina Abramowska, polska historyk
  - Dickie Hemric, amerykański koszykarz (zm. 2017)
  - William Higi, amerykański duchowny katolicki, biskup Lafayette w Indianie (zm. 2025)
  - Zbigniew Jabłoński, polski funkcjonariusz milicji, działacz sportowy, prezes PZPN (zm. 2012)
  - Arnold Koller, szwajcarski polityk, prezydent Szwajcarii
  - Dżihan as-Sadat, egipska literaturoznawczyni, działaczka społeczna, pierwsza dama (zm. 2021)
  - Alan Stacey, brytyjski kierowca wyścigowy (zm. 1960)
- 1934:
  - Andrzej Buszewicz, polski aktor (zm. 2019)
  - Henrique de Curitiba, brazylijski kompozytor (zm. 2008)
  - Gerhard Lohfink, niemiecki duchowny katolicki, teolog, biblista, publicysta (zm. 2024)
  - David Pryor, amerykański prawnik, polityk, senator, gubernator Arkansas (zm. 2024)
  - Horst Szymaniak, niemiecki piłkarz (zm. 2009)
- 1935:
  - William Friedkin, amerykański reżyser, scenarzysta i producent filmowy (zm. 2023)
  - Jan Krysiński, polski naukowiec, specjalizujący się w mechanice płynów, profesor nauk technicznych (zm. 2025)
- 1936:
  - Bernard Bem, polski piłkarz (zm. 2023)
  - John McCain, amerykański pilot wojskowy, polityk, senator (zm. 2018)
  - Inga Woronina, rosyjska łyżwiarka szybka (zm. 1966)
- 1937:
  - James Florio, amerykański prawnik, polityk, gubernator New Jersey (zm. 2022)
  - Mieczysław Frącki, polski inżynier elektronik, polityk, poseł na Sejm PRL
  - Fieliks Gromow, rosyjski admirał floty (zm. 2021)
  - Marek Jaworski, polski dziennikarz, pisarz, publicysta
  - Ninel Kameraz-Kos, polska malarka (zm. 2011)
  - Tony Newton, brytyjski polityk (zm. 2012)
  - Luís Valente de Oliveira, portugalski inżynier, wykładowca akademicki, polityk
  - Floribert Songasonga, kongijski duchowny katolicki, arcybiskup Lubumbashi (zm. 2020)
- 1938:
  - Gerry Byrne, angielski piłkarz (zm. 2015)
  - Elliott Gould, amerykański aktor
  - Hermann Nitsch, austriacki artysta eksperymentalny, performer, malarz (zm. 2022)
  - Robert Rubin, amerykański ekonomista, polityk
  - Jerzy Terpiłowski, polski prozaik, dramaturg, eseista, tłumacz
- 1939:
  - Żorż Ganczew, bułgarski przedsiębiorca, polityk (zm. 2019)
  - Janusz Godlewski, polski wokalista, gitarzysta i kompozytor, członek Czerwono-Czarnych
  - Kang Sŏk Ju, północnokoreański polityk, dyplomata, wicepremier (zm. 2016)
  - Jolán Kleiber-Kontsek, węgierska lekkoatletka, dyskobolka (zm. 2022)
  - Joel Schumacher, amerykański reżyser, scenarzysta i producent filmowy (zm. 2020)
- 1940:
  - James Brady, amerykański polityk (zm. 2014)
  - John Lecky, kanadyjski wioślarz (zm. 2003)
  - Wim Ruska, holenderski judoka (zm. 2015)
  - Rinat Safin, rosyjski biathlonista (zm. 2014)
  - Marian Siejkowski, polski wioślarz, trener (zm. 1990)
- 1941:
  - Ellen Geer, amerykańska aktorka, scenarzystka, reżyserka teatralna
  - Jerzy Mroziak, polski psycholog, neuropsycholog (zm. 2022)
  - Ole Ritter, duński kolarz szosowy i torowy
- 1942:
  - Michał Iwaszkiewicz, polski ekonomista, wykładowca akademicki (zm. 2018)
  - Gottfried John, niemiecki aktor (zm. 2014)
  - Gordana Kuić, serbska pisarka (zm. 2023)
  - Federico Lombardi, włoski jezuita, dyrektor Biura Prasowego Stolicy Apostolskiej
  - Gillian Rubinstein, brytyjska pisarka
  - Coenrad Zuidema, holenderski szachista
- 1943:
  - Erhard Bastek, polski polityk, działacz mniejszości niemieckiej, poseł na Sejm RP (zm. 2017)
  - Claes-Göran Carlman, szwedzki curler
  - Maksymilian Lebek, polski hokeista, trener
- 1944:
  - Walter Gorini, włoski kolarz torowy
  - Ahmad Karami, libański ekonomista, polityk, sekretarz stanu (zm. 2020)
  - Jan Stępczak, polski piłkarz, trener
  - Sławomir Szatkowski, polski polityk, poseł na Sejm RP (zm. 2009)
- 1945:
  - Ricardo Belmont Cassinelli, peruwiański przedsiębiorca, polityk
  - Jean Ragnotti, francuski kierowca wyścigowy i rajdowy
  - Zdzisława Sośnicka, polska piosenkarka, kompozytorka, dyrygentka
  - Wyomia Tyus, amerykańska lekkoatletka, sprinterka
  - Jerzy Wuttke, polski plastyk, polityk, poseł na Sejm RP (zm. 2024)
- 1946:
  - Jean-Baptiste Bagaza, burundyjski wojskowy, polityk, premier i prezydent Burundi (zm. 2016)
  - Bob Beamon, amerykański lekkoatleta, skoczek w dal
  - Dimitris Christofias, cypryjski polityk, prezydent Cypru (zm. 2019)
  - Louis Dicaire, kanadyjski duchowny katolicki, biskup pomocniczy Montrealu i Saint-Jean-Longueuil (zm. 2020)
  - Tony Dron, brytyjski kierowca wyścigowy, pisarz (zm. 2021)
  - Warren Jabali, amerykański koszykarz (zm. 2012)
- 1947:
  - Agnethe Davidsen, grenlandzka polityk (zm. 2007)
  - James Hunt, brytyjski kierowca wyścigowy, komentator telewizyjny (zm. 1993)
  - Temple Grandin, amerykańska zoolog
  - Bob Lutz, amerykański tenisista
  - Andrzej Malinowski, polski ekonomista, działacz gospodarczy, polityk, poseł na Sejm RP
- 1948:
  - Juliusz Braun, polski dziennikarz, polityk, poseł na Sejm RP, urzędnik państwowy
  - António Francisco dos Santos, portugalski duchowny katolicki, biskup Porto (zm. 2017)
  - Jan Graubner, czeski duchowny katolicki, arcybiskup ołomuniecki
  - Marek Kozłowski, polski ekonomista, samorządowiec, sędzia koszykarski
  - Xaver Kurmann, szwajcarski kolarz szosowy i torowy
  - Robert Langer, amerykański biotechnolog, inżynier
  - Boris Piergamienszczikow, rosyjski wiolonczelista (zm. 2004)
- 1949:
  - Paweł Bryłowski, polski prawnik, polityk, samorządowiec, prezydent Lublina, poseł na Sejm RP
  - Wolfgang Dziony, niemiecki perkusista, członek zespołu Scorpions
  - Ananiasz (Dżaparidze), gruziński biskup prawosławny
  - Darnell Hillman, amerykański koszykarz
  - Angela Knösel, niemiecka saneczkarka
  - Jan Kordylewski, polski organista, dyrygent (zm. 2024)
  - Leanid Malcau, białoruski wojskowy, polityk, minister obrony
  - Włodzimierz Sadalski, polski siatkarz
  - João Soares, portugalski samorządowiec, polityk
- 1950:
  - Czarny Roman, polski bezdomny (zm. 2017)
  - Tadeusz Dziekoński, polski lekkoatleta, długodystansowiec
  - Elżbieta Kijowska, polska aktorka
  - Tadeusz Obłój, polski hokeista, trener
  - Dave Reichert, amerykański polityk, kongresmen
  - Dick Spring, irlandzki polityk
  - János Zemen, węgierski lekkoatleta, średniodystansowiec
- 1951 – Giovanni Accolla, włoski duchowny katolicki, arcybiskup Messyny
- 1952:
  - Sanny Åslund, szwedzki piłkarz, trener
  - Jerzy Bernard Modlinger, polski dziennikarz
  - Jolanta Pytel, polska poetka
  - Krzysztof Szymański, polski rolnik, związkowiec, polityk, poseł na Sejm kontraktowy
  - Michael Wessing, niemiecki lekkoatleta, oszczepnik (zm. 2019)
- 1953:
  - David Boaz, amerykański komentator polityczny i ekonomiczny, publicysta, pisarz (zm. 2024)
  - Augustine Tochukwu Ukwuoma, nigeryjski duchowny katolicki, biskup Orlu
  - Duszana Zdrawkowa, bułgarska prawnik, polityk
- 1954:
  - Jurij Bujda, rosyjski prozaik, nowelista
  - Paweł Konic, polski krytyk teatralny, dyrektor teatru (zm. 2005)
  - Krzysztof Jan Kurzydłowski, polski fizyk, wykładowca akademicki, urzędnik państwowy
  - Bogdan Lęcznar, polski aktor, reżyser, scenarzysta, dramaturg
  - Wladimir, brazylijski piłkarz
- 1955:
  - Bernarda Fink, argentyńska śpiewaczka operowa (mezzosopran) pochodzenia słoweńskiego
  - Diamanda Galás, amerykańska awangardowa performerka, wokalistka, kompozytorka pochodzenia greckiego
  - Maria Kazanecka, polska kajakarka
  - Jack Lew, amerykański polityk pochodzenia żydowskiego
  - Francisco Lopes, portugalski polityk
  - Jerzy Łużniak, polski samorządowiec, wicemarszałek województwa dolnośląskiego
  - Jarosław Pinkas, polski lekarz, urzędnik państwowy
- 1956:
  - GG Allin, amerykański muzyk punkrockowy (zm. 1993)
  - Viv Anderson, angielski piłkarz
  - Román Casanova, hiszpański duchowny katolicki, biskup Vic
  - Andrzej Friszke, polski historyk
  - Winfried Freudenberg, niemiecka ofiara muru berlińskiego (zm. 1989)
  - Ramūnas Garbaravičius, litewski inżynier, samorządowiec, polityk
  - Gary Hinton, amerykański bokser
  - Charalambos Ksantopulos, grecki piłkarz
- 1957:
  - Jerzy Borkowski, polski przedsiębiorca, polityk, poseł na Sejm RP
  - Grzegorz Ciechowski, polski muzyk, wokalista, kompozytor, autor tekstów, lider zespołu Republika (zm. 2001)
  - Sergiusz (Iwannikow), rosyjski biskup prawosławny
  - Zbigniew Kruszyński, polski pisarz
  - Roman Ludwiczuk, polski socjolog, działacz sportowy, samorządowiec, polityk, senator RP
  - Iwona Pachońska, polska aktorka
  - Shirō Sagisu, japoński kompozytor, producent muzyczny
- 1958:
  - Juninho Fonseca, brazylijski piłkarz, trener
  - Michael Jackson, amerykański piosenkarz, tancerz, kompozytor, autor tekstów, aktor, filantrop (zm. 2009)
- 1959:
  - Milivoj Bebić, chorwacki piłkarz wodny
  - Rebecca De Mornay, amerykańska aktorka, reżyserka i producentka filmowa i telewizyjna
  - Ramón Díaz, argentyński piłkarz, trener
  - Wiesław Goliat, polski piłkarz ręczny (zm. 2024)
  - Chris Hadfield, kanadyjski pilot wojskowy, astronauta
- 1960:
  - Tony MacAlpine, amerykański gitarzysta, kompozytor, członek zespołu Planet X
  - Marzena Machałek, polska nauczycielka, urzędniczka państwowa, polityk, poseł na Sejm RP
  - Thomas Marshburn, amerykański lekarz, astronauta
- 1961:
  - Ahmed Aboutaleb, holenderski polityk, samorządowiec, burmistrz Rotterdamu pochodzenia marokańskiego
  - Eddie Calvo, guamski polityk, gubernator Guamu
  - Carsten Fischer, niemiecki hokeista na trawie
  - Robert Herba, polski kierowca rajdowy, kaskader
  - Tomislav Paškvalin, chorwacki piłkarz wodny
- 1962:
  - Ian James Corlett, kanadyjski aktor głosowy
  - Gwon Deog-yong, południowokoreański zapaśnik
  - Jutta Kleinschmidt, niemiecka zawodniczka rajdów samochodowych
  - Jacek Labijak, polski aktor
  - Ewa Wanat, polska dziennikarka radiowa i telewizyjna (zm. 2023)
- 1963:
  - Steve Clarke, szkocki piłkarz
  - Elizabeth Fraser, szkocka wokalistka, członkini zespołu Cocteau Twins
  - Ivica Petanjak, chorwacki duchowny katolicki, biskup Krku
- 1964:
  - Jordi Arrese, hiszpański tenisista
  - Massimo Barbolini, włoski trener siatkarski
  - Jana Bobošíková, czeska dziennikarka, polityk, eurodeputowana
  - Andrzej Gajewski, polski kajakarz
  - Jerry de Jong, holenderski piłkarz
  - Stacey Travis, amerykańska aktorka
- 1965:
  - Matthew Ansara, amerykański aktor, kulturysta (zm. 2001)
  - Flávio Campos, brazylijski piłkarz, trener
  - Mariusz Kleszczewski, polski lekarz, samorządowiec, wicemarszałek województwa śląskiego
  - Patrick O’Flynn, brytyjski dziennikarz, komentator polityczny, polityk, eurodeputowany (zm. 2025)
  - Will Perdue, amerykański koszykarz
  - Gerhard Rodax, austriacki piłkarz (zm. 2022)
  - Frances Ruffelle, brytyjska aktorka, wokalistka musicalowa
- 1966:
  - Karine Haaland, norweska karykaturzystka, ilustratorka, animatorka
  - Kari Rissanen, fiński piłkarz
  - Thomas Wyss, szwajcarski piłkarz
  - Zdzisław Zabierzewski, polski dziennikarz, autor tekstów piosenek, tłumacz
- 1967:
  - Angela Borsuk, ukraińska szachistka
  - Slaven Dobrović, chorwacki inżynier, wykładowca akademicki, polityk
  - Neil Gorsuch, amerykański prawnik, sędzia Sądu Najwyższego
  - Andrea Migliavacca, włoski duchowny katolicki, biskup San Miniato
  - Jiří Růžek, czeski fotograf
- 1968:
  - Me’shell Ndegeocello, amerykańska wokalistka, kompozytorka
  - Artur Ostrowski, polski polityk, poseł na Sejm RP
- 1969:
  - Christopher Douglas, amerykański aktor, model
  - Aliuska López, hiszpańska lekkoatletka, płotkarka pochodzenia kubańskiego
  - Lucero, meksykańska aktorka, piosenkarka
- 1970:
  - Jacco Eltingh, holenderski tenisista
  - Saša Gedeon, czeski reżyser filmowy
  - Christian Taillefer, francuski kolarz górski
- 1971:
  - Tina Bøttzau, duńska piłkarka ręczna
  - Carla Gugino, amerykańska aktorka
  - Iulică Ruican, rumuński wioślarz
  - Marco Sandy, boliwijski piłkarz
- 1972:
  - Bae Yong-joon, południowokoreański aktor
  - Radek Bejbl, czeski piłkarz
  - Fabien Cool, francuski piłkarz, bramkarz
  - Marc Ecko, amerykański projektant mody, przedsiębiorca, inwestor, filantrop pochodzenia żydowskiego
  - Kentarō Hayashi, japoński piłkarz
  - Filip Jaślar, polski skrzypek, członek Grupy MoCarta
  - Irina Łaczina, rosyjska aktorka
  - Amanda Marshall, kanadyjska piosenkarka
  - Martin Miklík, słowacki hokeista
  - Sidi Napon, burkiński piłkarz
  - Michael Simon, niemiecki didżej, producent muzyczny
  - Sara Stridsberg, szwedzka pisarka, dramaturg, tłumaczka
  - Mike Taylor, amerykański trener koszykówki
- 1973:
  - Maksim Bokow, rosyjski piłkarz, trener
  - Daniel Burman, argentyński reżyser, scenarzysta i producent filmowy
  - Vincent Cavanagh, brytyjski wokalista, muzyk, kompozytor, członek zespołu Anathema
  - Rune Holta, norweski żużlowiec
  - Fleur Pellerin, francuska polityk pochodzenia koreańskiego
  - Caroline Sageman, francuska pianistka
  - Tom Six, holenderski reżyser, scenarzysta i producent filmowy
  - Monika Smák, słowacka siatkarka
  - Thomas Tuchel, niemiecki piłkarz, trener
- 1974:
  - Nicola Amoruso, włoski piłkarz
  - A.J. Calloway, amerykański aktor, osobowość telewizyjna
  - Denis Caniza, paragwajski piłkarz
  - Mária Kolíková, słowacki prawnik, polityk
  - Kenneth Perez, duński piłkarz pochodzenia hiszpańskiego
  - Wiera Poczitajewa, rosyjska wioślarka
  - Carlos Torrent, hiszpański kolarz szosowy i torowy
  - Ottó Vincze, węgierski piłkarz
  - Mario Winans, amerykański piosenkarz, kompozytor, producent muzyczny
- 1975:
  - Juan Diego Botto, argentyńsko-hiszpański aktor, reżyser i scenarzysta filmowy
  - Che Bunce, nowozelandzki piłkarz
  - Hannes Hyvönen, fiński hokeista
  - Piotr Rowicki, polski pisarz
  - Marzena Sienkiewicz, polska prezenterka telewizyjna
- 1976:
  - Stephen Carr, irlandzki piłkarz
  - Pablo Mastroeni, amerykański piłkarz
  - Peggy Ovalle, gwatemalska lekkoatletka, tyczkarka
  - Jarosław Różański, polski hokeista
  - Jon Dahl Tomasson, duński piłkarz
  - Grzegorz Walasek, polski żużlowiec
- 1977:
  - Devean George, amerykański koszykarz
  - John Hensley, amerykański aktor
  - John O’Brien, amerykański piłkarz
  - Carter Rycroft, kanadyjski curler
  - Jo Weil, niemiecki aktor
- 1978:
  - Déborah Anthonioz, francuska snowboardzistka
  - Volkan Arslan, turecki piłkarz
  - Celestine Babayaro, nigeryjski piłkarz
  - Jens Boden, niemiecki łyżwiarz szybki
  - Jérémie Elkaïm, francuski aktor, scenarzysta filmowy
  - Timo Rost, niemiecki piłkarz
  - Arkadiusz Wiśniewski, polski samorządowiec, prezydent Opola
- 1979:
  - Stijn Devolder, belgijski kolarz szosowy
  - Marta Lempart, polska działaczka społeczna i polityczna
  - Jens Lundqvist, szwedzki tenisista stołowy
  - Kauko Nieminen, fiński żużlowiec
  - Krzysztof Ogłoza, polski aktor
  - Andrzej Witkowski, polski florecista
  - Katarzyna Zielińska, polska aktorka
- 1980:
  - David Desrosiers, kanadyjski basista, członek zespołu Simple Plan
  - Perdita Felicien, kanadyjska lekkoatletka, płotkarka
  - Agata Gajda, polska koszykarka
  - William Levy, kubańsko-amerykański aktor, model
  - Nicholas Tse, chiński aktor
  - David West, amerykański koszykarz
- 1981:
  - Lanny Barby, kanadyjska aktorka pornograficzna
  - Émilie Dequenne, belgijska aktorka (zm. 2025)
  - Hugues Duboscq, francuski pływak
  - Martin Erat, czeski hokeista
  - Soane Havea, tongański rugbysta
  - Sabina Kubisztal, polska piłkarka ręczna, bramkarka
  - Branislav Obžera, słowacki piłkarz
  - Jay Ryan, nowozelandzki aktor, producent filmowy
  - Jakub Stefaniak, polski dziennikarz, polityk
- 1982:
  - Marina Aleksandrowa, rosyjska aktorka
  - Talita Antunes, brazylijska siatkarka plażowa
  - Carlos Delfino, argentyński koszykarz
  - Vincent Enyeama, nigeryjski piłkarz, bramkarz
  - Mike Phillips, walijski rugbysta
- 1983:
  - Timothy Bradley, amerykański bokser
  - Aleksiej Kopiejkin, rosyjski hokeista
  - João Monteiro, portugalski tenisista stołowy
  - Steve Morison, walijski piłkarz
  - Antti Niemi, fiński hokeista
  - Anthony Recker, amerykański baseballista
- 1984:
  - Gilles Binya, kameruński piłkarz
  - Helge Meeuw, niemiecki pływak
  - Mrokas, polski raper
  - Karolina Piotrkiewicz, polska koszykarka
  - Karim Soltani, algierski piłkarz
- 1985:
  - Helia González, hiszpańska siatkarka
  - Kanari Hamaguchi, japońska siatkarka
  - Gonzalo Jara, chilijski piłkarz
  - Olga Kużeła, rosyjska pływaczka synchroniczna
  - Monica Ravetta, włoska siatkarka
  - Ignacio Scocco, argentyński piłkarz
- 1986:
  - Andrey Amador, kostarykański kolarz szosowy
  - Nicolae Calancea, mołdawski piłkarz, bramkarz
  - Lauren Collins, kanadyjska aktorka
  - Hajime Isayama, japoński mangaka
  - Lea Michele, amerykańska aktorka, piosenkarka
  - Tomasz Ochońko, polski koszykarz
- 1987:
  - Siarhiej Bałanowicz, białoruski piłkarz
  - Troy Batchelor, australijski żużlowiec
  - Marko Podraščanin, serbski siatkarz
- 1988:
  - Harry Aikines-Aryeetey, brytyjski lekkoatleta, sprinter
  - Agim Ibraimi, macedoński piłkarz pochodzenia albańskiego
  - Bartosz Kurek, polski siatkarz
  - Tungalagijn Mönchtujaa, mongolska zapaśniczka
  - Tino Paasche, niemiecki bobsleista
  - Jurij Płeszakow, ukraiński piłkarz (zm. 2020)
  - Artem Putiwcew, ukraiński piłkarz
  - Ivan Radovanović, serbski piłkarz
  - Myrthe Schoot, holenderska siatkarka
  - Grzegorz Zengota, polski żużlowiec
- 1989:
  - Patrik Auda, czeski koszykarz
  - Vojtěch Hruban, czeski siatkarz
  - Liu Dan, chińska siatkarka
  - Ronnie Schwartz, duński piłkarz
  - Ivan Sesar, bośniacki piłkarz
  - Su Bingtian, chiński lekkoatleta, sprinter
- 1990:
  - Nicole Anderson, amerykańska aktorka, modelka
  - Kristaps Dārgais, łotewski koszykarz
  - Chelsey Gullickson, amerykańska tenisistka
  - Faimie Rose Kingsley, amerykańska siatkarka
  - Jakub Kosecki, polski piłkarz
  - Ayumi Nakamura, japońska siatkarka
  - Józef Pawłowski, polski aktor
  - Marifranchi Rodríguez, dominikańska siatkarka
- 1991:
  - Néstor Araujo, meksykański piłkarz
  - Joshua Gatt, amerykański piłkarz
  - Pierre Jackson, amerykański koszykarz
  - Anikó Kovacsics, węgierska piłkarka ręczna
  - Nayo Raincock-Ekunwe, kanadyjska koszykarka
- 1992:
  - Monika Jasnowska, polska koszykarka
  - Valeriya Kanatova, uzbecka lekkoatletka, trójskoczkini
  - Noah Syndergaard, amerykański baseballista pochodzenia duńskiego
  - Magdalena Szczerkowska, polska tenisistka stołowa
- 1993:
  - Lucas Cruikshank, amerykański aktor komediowy
  - Michaił Maksimoczkin, rosyjski skoczek narciarski
  - Jacopo Mosca, włoski kolarz szosowy
  - Liam Payne, brytyjski wokalista, autor tekstów, członek zespołu One Direction (zm. 2024)
  - Mateusz Ponitka, polski koszykarz
- 1994:
  - Ysaline Bonaventure, belgijska tenisistka
  - Gabriele Detti, włoski pływak
  - Lisa Izquierdo, niemiecka siatkarka
  - Julian Weber, niemiecki lekkoatleta, oszczepnik
- 1995:
  - Paris Bass, amerykański koszykarz
  - Magdalena Pałasz, polska skoczkini narciarska
  - Rafał Szymura, polski siatkarz
  - Jelena Trnić, serbska siatkarka
- 1996:
  - Anastasios Donis, grecki piłkarz
  - Laurence Jones, luksemburska lekkoatletka, sprinterka i skoczkini w dal
  - Daryll Neita, brytyjska lekkoatletka, sprinterka
- 1997:
  - Ainsley Maitland-Niles, angielski piłkarz
  - Karol Siwak, polski piłkarz ręczny
- 1998:
  - Simon Carr, brytyjski kolarz szosowy
  - Agata Ceynowa, polska siatkarka plażowa
  - Adam Kamieniecki, polski śpiewak operowy (baryton)
  - Kōjirō Shiga, japoński zapaśnik
  - Darja Ustinowa, rosyjska pływaczka
- 1999:
  - Artti Aigro, estoński skoczek narciarski
  - Giorgi Czakwetadze, gruziński piłkarz
  - Eliza Megger, polska lekkoatletka, biegaczka średniodystansowa
  - Filip Taschler, czeski łyżwiarz figurowy
- 2000:
  - Minami Hamabe, japońska aktorka
  - Sandro Hauswirth, szwajcarski skoczek narciarski
- 2001:
  - Sebastián Álvarez, boliwijski piłkarz
  - Alicja Żytkowska, polska koszykarka
- 2002 – Destiny, maltańska piosenkarka pochodzenia nigeryjskiego
- 2003 – Krzysztof Różnicki, polski lekkoatleta, średniodystansowiec
- 2004 – Orri Óskarsson, islandzki piłkarz
- 2006 – Amelia Pawlikowska, polska koszykarka

## Zmarli
- 886 – Bazyli I Macedończyk, cesarz bizantyński (ur. 811)
- 1093 – Hugo I, książę Burgundii (ur. ok. 1057)
- 1123 – Eystein I Magnusson, król Norwegii (ur. 1088)
- 1159 – Berta von Sulzbach, cesarzowa bizantyńska (ur. 1110)
- 1231:
  - Jan z Perugii, włoski franciszkanin, męczennik, błogosławiony (ur. ?)
  - Piotr z Sassoferrato, włoski franciszkanin, męczennik, błogosławiony (ur. ?)
- 1259 – Bronisława, polska norbertanka, błogosławiona (ur. ok. 1200)
- 1300 – Guido Cavalcanti, włoski poeta (ur. ok. 1255)
- 1315 – Piotr Tempesta, włoski arystokrata, dowódca wojskowy (ur. 1291)
- 1395 – Albrecht III Habsburg, książę Austrii (ur. 1349/1350)
- 1442 – Jan VI Mądry, książę Bretanii (ur. 1389)
- 1499 – Alessio Baldovinetti, włoski malarz (ur. 1427)
- 1523 – Ulrich von Hutten, niemiecki rycerz, pisarz (ur. 1488)
- 1526 – Ludwik II Jagiellończyk, król Czech i Węgier (ur. 1506)
- 1530 – Mojżesz, hospodar Wołoszczyzny (ur. ?)
- 1540 – Jan Latalski, polski duchowny katolicki, arcybiskup gnieźnieński i prymas Polski (ur. 1463)
- 1542 – Cristóvao da Gama, portugalski dowódca wojskowy (ur. 1515)
- 1565 – Alfonso Carafa, włoski duchowny katolicki, arcybiskup Neapolu, kardynał (ur. 1540)
- 1566 – Francesco Crasso, włoski kardynał (ur. 1500)
- 1602 – Sebastian Fabian Klonowic, polski poeta, kompozytor, wykładowca akademicki (ur. ok. 1545)
- 1604 – Otto Henryk Wittelsbach, hrabia palatyn i książę Palatynatu-Sulzbach (ur. 1556)
- 1617 – Hieronim Chodkiewicz, kasztelan wileński, starosta i administrator brzesko-litewski (ur. 1565)
- 1625 – John Fletcher, angielski pisarz (ur. 1579)
- 1629 – Pietro Bernini, włoski rzeźbiarz (ur. 1562)
- 1657 – John Lilburne, angielski filozof (ur. 1614)
- 1661 – Louis Couperin, francuski kompozytor, organista, klawesynista (ur. ok. 1626)
- 1677 – Andrzej Olszowski, polski duchowny katolicki, biskup chełmiński, arcybiskup gnieźnieński i prymas Polski i Litwy, podkanclerzy koronny, mówca, pisarz polityczny (ur. 1621)
- 1721 – Michał Antoni Radziwiłł, polski ziemianin, polityk (ur. 1687)
- 1727 – Anna Leszczyńska, polska szlachcianka, matka króla Polski Stanisława Leszczyńskiego (ur. 1660)
- 1749 – Matej Bel, słowacki kaznodzieja ewangelicki, polihistor, filozof, pedagog (ur. 1684)
- 1762 – Stanisław Poniatowski, polski generał, dyplomata, polityk (ur. 1676)
- 1763 – Karol August Waldeck-Pyrmont, niemiecki książę, dowódca wojskowy (ur. 1704)
- 1780 – Jacques Germain Soufflot, francuski architekt (ur. 1713)
- 1784 – Zachar Czernyszew, rosyjski feldmarszałek, hrabia (ur. 1722)
- 1790 – Ludwik Günther II, książę Schwarzburg-Rudolstadt (ur. 1708)
- 1797 – Joseph Wright of Derby, brytyjski malarz (ur. 1734)
- 1799 – Pius VI, papież (ur. 1717)
- 1815 – Philip Stanhope, brytyjski arystokrata, polityk, dyplomata (ur. 1755)
- 1816 – Johann Hieronymus Schröter, niemiecki prawnik, urzędnik, astronom (ur. 1745)
- 1830 – Konstanty Kochanowski, polski szlachcic, polityk (ur. 1767)
- 1837 – John Brown, amerykański nauczyciel, prawnik, polityk (ur. 1757)
- 1843 – Ludvig Levin Jacobson, duński anatom (ur. 1783)
- 1844 – Edmund Rice, irlandzki założyciel organizacji katolickich, błogosławiony (ur. 1762)
- 1845 – Jan Kruszyński, polski urzędnik, tłumacz (ur. 1773)
- 1853 – Charles James Napier, brytyjski generał (ur. 1782)
- 1865:
  - Gerardo Barrios, salwadorski wojskowy, polityk, prezydent Salwadoru (ur. 1812)
  - Robert Remak, polsko-niemiecki lekarz pochodzenia żydowskiego (ur. 1815)
- 1866 – Iemochi Tokugawa, japoński siogun (ur. 1846)
- 1868 – Christian Schönbein, niemiecki chemik (ur. 1799)
- 1876 – Félicien David, francuski kompozytor (ur. 1810)
- 1877 – Brigham Young, amerykański polityk, gubernator Terytorium Utah, prezydent Kościoła Mormonów (ur. 1801)
- 1879 – Joanna Jugan, francuska zakonnica, święta (ur. 1792)
- 1880 – Sanford Robinson Gifford, amerykański malarz (ur. 1823)
- 1882 – Friedrich Adolf Philippi, niemiecki teolog luterański pochodzenia żydowskiego (ur. 1809)
- 1885 – Bernhard Horwitz, niemiecki szachista pochodzenia żydowskiego (ur. 1807)
- 1892 – Jules Perrot, francuski tancerz, choreograf (ur. 1810)
- 1899 – Catharine Parr Traill, brytyjsko-kanadyjska pisarka, autorka książek dla dzieci (ur. 1802)
- 1900 – Bruno Abdank-Abakanowicz, polski matematyk, inżynier dróg i mostów, wynalazca pochodzenia tatarskiego (ur. 1852)
- 1902 – Ludwik Anstadt, polski przedsiębiorca pochodzenia niemieckiego (ur. 1841)
- 1904 – Murad V, sułtan Imperium Osmańskiego (ur. 1840)
- 1906:
  - Alfred Stevens, belgijski malarz (ur. 1823)
  - Władysław Zontak, polski preparator zwierząt, muzealnik, przyrodnik (ur. 1829)
- 1908:
  - Johannes Moor, szwajcarski psychiatra (ur. 1838)
  - Lawrence Parsons, brytyjski astronom (ur. 1840)
- 1909 – Tadeusz Smoleński, polski historyk, egiptolog (ur. 1884)
- 1910 – Franciszek Maria Kandyd Ejsmont, polski poeta (ur. 1848)
- 1911:
  - Władysław Rebczyński, polski muzealnik, uczestnik powstania styczniowego (ur. 1836)
  - Jan Stella-Sawicki, polski lekarz, pułkownik, działacz niepodległościowy i społeczny (ur. 1831)
- 1912 – Theodor Gomperz, austriacki filozof, filolog, wykładowca akademicki (ur. 1832)
- 1913 – Hermann Aron, niemiecki elektrotechnik (ur. 1845)
- 1915:
  - Flavien-Michel Melki, syryjski duchowny katolicki, biskup, męczennik, czcigodny Sługa Boży (ur. 1858)
  - Adam Krajewski, polski dziennikarz, literat (ur. 1859)
- 1916:
  - Oskar Backlund, rosyjski astronom pochodzenia szwedzkiego (ur. 1846)
  - Jadwiga Strokowa, polska działaczka społeczna, nauczycielka, poetka (ur. 1854)
- 1917 – Albert Grey, brytyjski arystokrata, polityk (ur. 1851)
- 1918:
  - Max Dauthendey, niemiecki prozaik, poeta, malarz (ur. 1867)
  - Cecil Healy, australijski pływak (ur. 1881)
- 1919 – Jakub Dinezon, polski pisarz pochodzenia żydowskiego (ur. 1856)
- 1920 – Leon-Adolphe Amette, francuski duchowny katolicki, arcybiskup Paryża, kardynał (ur. 1850)
- 1921 – Joel Asaph Allen, amerykański ornitolog, systematyk (ur. 1838)
- 1922:
  - Vic Gonsalves, holenderski piłkarz (ur. 1887)
  - Georges Sorel, francuski myśliciel społeczny, socjolog (ur. 1847)
- 1923:
  - Georg Marco, austriacki szachista pochodzenia rumuńskiego (ur. 1863)
  - Anastazja Stewart, księżna grecka i duńska (ur. 1878)
- 1925 – Teodor Heryng, polski laryngolog pochodzenia żydowskiego (ur. 1847)
- 1930 – William Archibald Spooner, brytyjski duchowny anglikański, historyk, filozof, teolog (ur. 1844)
- 1931 – Tadeusz Hołówko, polski publicysta, polityk, poseł na Sejm RP (ur. 1889)
- 1932:
  - Sadayoshi Andō, japoński generał, gubernator generalny Tajwanu (ur. 1853)
  - Raymond Knister, kanadyjski poeta, prozaik (ur. 1899)
- 1935:
  - Astrid, królowa Belgów (ur. 1905)
  - Károly Csörsz, węgierski lekarz, genetyk (ur. 1892)
  - Ołeksa Nowakiwski, ukraiński malarz, pedagog (ur. 1872)
- 1936:
  - Piotr de Asúa Mendía, hiszpański duchowny katolicki, męczennik, błogosławiony (ur. 1890)
  - Alfred Biedermann, polski przemysłowiec pochodzenia niemieckiego (ur. 1866)
  - Konstantyn Fernández Álvarez, hiszpański duchowny katolicki, męczennik, błogosławiony (ur. 1907)
  - Aquilino Pastor Cambrer, hiszpański duchowny katolicki, męczennik, błogosławiony (ur. 1911)
- 1937 – Otto Ludwig Hölder, niemiecki matematyk, wykładowca akademicki (ur. 1859)
- 1938:
  - Joseph Bédier, francuski historyk, mediewista, pisarz, krytyk literacki (ur. 1864)
  - Cesare Facciani, włoski kolarz szosowy i torowy (ur. 1905)
  - Frigyes Karinthy, węgierski pisarz (ur. 1887)
  - Béla Kun, węgierski polityk, działacz komunistyczny pochodzenia żydowskiego, przywódca Węgierskiej Republiki Rad (ur. 1886)
  - Stanisław Szober, polski językoznawca, leksykograf, pedagog (ur. 1879)
  - Kazimierz Szulc, polski fizyk-meteorolog (ur. 1866)
- 1939 – Jessica Dismorr, brytyjska malarka (ur. 1885)
- 1940:
  - Jewhen Petruszewycz, ukraiński prawnik, polityk, przywódca Zachodnioukraińskiej Republiki Ludowej (ur. 1863)
  - Jan Sztwiertnia, polski kompozytor, pedagog (ur. 1911)
- 1941 – Andres Murro, estoński major bezpieczeństwa państwowego, polityk komunistyczny (ur. 1903)
- 1942:
  - Dominik Jędrzejewski, polski duchowny katolicki, męczennik, błogosławiony (ur. 1886)
  - Danaił Nikołaew, bułgarski generał piechoty, polityk (ur. 1852)
  - Sancja Szymkowiak, polska zakonnica, błogosławiona (ur. 1910)
- 1943:
  - Antoni Bolesław Lewandowski, polski polityk, poseł na Sejm RP (ur. 1892)
  - John Newton Williamson, amerykański polityk (ur. 1855)
- 1944 – Wanda Łążyńska, polska lekarka, kapitan, żołnierz AK, uczestniczka powstania warszawskiego (ur. 1908)
- 1946:
  - John Steuart Curry, amerykański malarz, ilustrator (ur. 1897)
  - Ladislav Novák, czechosłowacki polityk, minister handlu i przemysłu (ur. 1872)
  - Stefan Nowaczek, polski podporucznik, żołnierz AK, NSZ i NZW (ur. 1919)
- 1949:
  - Adam Doboszyński, polski porucznik, polityk, pisarz (ur. 1904)
  - Franciszek Latinik, polski generał dywizji (ur. 1864)
  - Naoki Sugita, japoński neurolog, psychiatra (ur. 1887)
- 1950:
  - Władysław Dunin-Wąsowicz, polski major, dziennikarz (ur. 1877)
  - Ambrose Jerome Kennedy, amerykański polityk (ur. 1893)
  - Albert Michael Koeniger, niemiecki duchowny katolicki, historyk Kościoła (ur. 1874)
- 1951 – Władysława Weychert-Szymanowska, polska pisarka, pedagog, działaczka socjalistyczna i feministyczna (ur. 1874)
- 1952:
  - Eufrazja od Najświętszego Serca Jezusa, hinduska zakonnica, święta (ur. 1877)
  - Edward Pytko, polski podporucznik pilot (ur. 1929)
- 1953 – Zygmunt Sokołowski, polski pułkownik (ur. 1908)
- 1954 – Antoni Gawiński, polski malarz, ilustrator (ur. 1876)
- 1956 – Wiktor Gosieniecki, polski malarz, grafik, konserwator zabytków (ur. 1876)
- 1959 – Roman Dąbrowski, polski działacz socjalistyczny (ur. 1902)
- 1960 – Vicki Baum, austriacka pisarka (ur. 1888)
- 1961:
  - Roland Hoff, niemiecka ofiara muru berlińskiego (ur. 1934)
  - Władimir Sofronicki, rosyjski pianista (ur. 1901)
  - Hryhorij Tiutiunnyk, ukraiński prozaik, poeta (ur. 1920)
- 1962:
  - Jerzy Iszkowski, polski major pilot, cichociemny (ur. 1914)
  - Michał Lauer, polski kapitan piechoty (ur. 1892)
- 1963 – John Hein, amerykański zapaśnik (ur. 1886)
- 1964:
  - Juš Kozak, słoweński prozaik, eseista, krytyk literacki (ur. 1892)
  - Bertalan Pór, węgierski malarz, grafik pochodzenia żydowskiego (ur. 1880)
- 1965 – Edmond Ryan, nowozelandzki rugbysta (ur. 1891)
- 1966 – Sajjid Kutb, egipski filozof, dziennikarz, poeta (ur. 1906)
- 1969 – Jarosław Brzozowski, polski reżyser filmowy (ur. 1911)
- 1971:
  - Nathan Freudenthal Leopold, Jr., amerykański porywacz, morderca (ur. 1904)
  - Józef Woźniakowski, polski major lekarz (ur. 1890)
- 1972:
  - Lale Andersen, niemiecka piosenkarka kabaretowa (ur. 1905)
  - Jan Kreczmar, polski aktor, pedagog, prezes ZASP (ur. 1908)
- 1973:
  - Romeo Bertini, włoski lekkoatleta, długodystansowiec (ur. 1893)
  - Stringer Davis, brytyjski aktor (ur. 1899)
- 1974 – Andrzej Wronka, polski duchowny katolicki, administrator apostolski diecezji chełmińskiej i gdańskiej, biskup pomocniczy wrocławski (ur. 1897)
- 1975 – Éamon de Valera, irlandzki polityk pochodzenia hiszpańskiego, premier i prezydent Irlandii (ur. 1882)
- 1976 – Jimmy Reed, amerykański muzyk bluesowy (ur. 1925)
- 1977 – Jean Hagen, amerykańska aktorka (ur. 1923)
- 1979:
  - Paweł Baldy, polski aktor, reżyser teatralny (ur. 1924)
  - Kazimierz Gryżewski, polski dziennikarz sportowy (ur. 1898)
  - Roman Turyn, ukraiński malarz, kolekcjoner (ur. 1900)
- 1981 – Lowell Thomas, amerykański pisarz, dziennikarz (ur. 1892)
- 1982:
  - Ingrid Bergman, szwedzka aktorka (ur. 1915)
  - Nachum Goldmann, litewski prawnik, filozof, działacz syjonistyczny pochodzenia żydowskiego (ur. 1895)
- 1983 – Decima Norman, australijska lekkoatletka, sprinterka i skoczkini w dal (ur. 1909)
- 1984:
  - Pierre Dżumajjil, libański polityk (ur. 1905)
  - Marian Rojewski, polski grafik (ur. 1921)
  - Edward Trojanowski, polski lekkoatleta, sprinter, dziennikarz sportowy (ur. 1912)
- 1985:
  - Kazimierz Banach, polski działacz ludowy, publicysta, pedagog, członek Rady Państwa (ur. 1904)
  - Leo Freisinger, amerykański łyżwiarz szybki (ur. 1916)
  - Michel Pécheux, francuski szpadzista (ur. 1911)
- 1986:
  - Nadzieja Drucka, polska pisarka, tłumaczka, działaczka społeczna (ur. 1898)
  - Irena Grywiczówna, polska aktorka (ur. 1909)
  - Zofia Kozłowska-Budkowa, polska historyk (ur. 1893)
  - Teodor Piechaczek, polski wojskowy, powstaniec śląski (ur. 1900)
  - Kateryna Zaryćka, ukraińska działaczka nacjonalistyczna (ur. 1914)
- 1987:
  - Nadżi al-Ali, palestyński rysownik (ur. 1937)
  - Henryk Bąk, polski aktor (ur. 1923)
  - Franciszka Leszczyńska, polska pianistka, kompozytorka, autorka piosenek, pedagog (ur. 1914)
  - Lee Marvin, amerykański aktor (ur. 1924)
- 1990:
  - Luigi Beccali, włoski lekkoatleta, średniodystansowiec (ur. 1907)
  - Manly Palmer Hall, amerykański religioznawca pochodzenia kanadyjskiego (ur. 1901)
- 1991 – Ivan Bodin, szwedzki piłkarz (ur. 1923)
- 1992 – Félix Guattari, francuski filozof, psychoanalityk (ur. 1930)
- 1993:
  - Leon Jaraczewski, polski lekkoatleta, sprinter (ur. 1923)
  - Roger McCluskey, amerykański kierowca wyścigowy (ur. 1930)
- 1994:
  - Paquita Dominguez, hiszpańska nauczycielka, Służebnica Boża (ur. 1912)
  - Bruno Habārovs, łotewski szpadzista (ur. 1939)
- 1995:
  - Pierre-Max Dubois, francuski kompozytor, pianista, dyrygent (ur. 1930)
  - Frank Perry, amerykański reżyser filmowy (ur. 1930)
- 1997:
  - Halina Klatkowa, polska geograf, geomorfolog (ur. 1924)
  - Bolesław Michałek, polski scenarzysta i krytyk filmowy, dyplomata (ur. 1925)
- 1998:
  - Erik Asmussen, duński architekt (ur. 1913)
  - Henryk Bąk, polski polityk, wicemarszałek Sejmu RP (ur. 1930)
- 2001:
  - Victor Jørgensen, duński bokser (ur. 1924)
  - Francisco Rabal, hiszpański aktor, reżyser i scenarzysta filmowy (ur. 1926)
- 2002:
  - Anatolij Julin, radziecki lekkoatleta, płotkarz (ur. 1929)
  - Lance Macklin, brytyjski kierowca wyścigowy (ur. 1919)
- 2003:
  - Horace Babcock, amerykański astronom (ur. 1912)
  - Tadeusz Spychała, polski architekt (ur. 1933)
  - Mieczysław Staner, polski pisarz pochodzenia żydowskiego (ur. 1925)
  - Jerzy Szewczyk, polski siatkarz, trener (ur. 1929)
  - Corrado Ursi, włoski duchowny katolicki, arcybiskup Neapolu, kardynał (ur. 1908)
- 2005 – Jude Wamniski, amerykański dziennikarz pochodzenia polsko-irlandzkiego (ur. 1936)
- 2006 – Robert J. Gorlin, amerykański lekarz, genetyk kliniczny, wykładowca akademicki (ur. 1923)
- 2007 – Pierre Messmer, francuski polityk, premier Francji (ur. 1916)
- 2008:
  - Zygmunt Boras, polski historyk, wykładowca akademicki (ur. 1927)
  - Bernard Bugdoł, polski górnik, polityk, poseł na Sejm PRL (ur. 1922)
  - Leopold Szydłowski, polski inżynier rolnictwa, pedagog, polityk, poseł na Sejm PRL (ur. 1922)
  - Heinz Wewers, niemiecki piłkarz (ur. 1927)
  - Szymon Wypych, polski rzeźbiarz (ur. 1945)
- 2009:
  - Bohdan Kurowski, polski dziennikarz, dramaturg (ur. 1933)
  - Rui Vieira, portugalski inżynier, agronom, polityk (ur. 1926)
- 2010:
  - Dejene Berhanu, etiopski lekkoatleta, długodystansowiec (ur. 1980)
  - Anatolij Wojstroczenko, radziecki polityk (ur. 1937)
  - Janusz Zathey, polski pianista, pedagog (ur. 1927)
- 2011:
  - Fernando Ferretti, brazylijski piłkarz (ur. 1949)
  - Chamis al-Kaddafi, libijski oficer, najmłodszy syn Muammara (ur. 1983)
- 2012:
  - Siergiej Owczinnikow, rosyjski siatkarz, trener (ur. 1969)
  - Marek Sochacki, polski muzyk, autor tekstów, kompozytor, piosenkarz, bard (ur. 1956)
- 2013:
  - Peter Grzybowski, polski artysta multimedialny, performer, malarz (ur. 1954)
  - Medardo Joseph Mazombwe, zambijski duchowny katolicki, arcybiskup Lusaki, kardynał (ur. 1931)
  - Witold Pałka, polski malarz (ur. 1928)
- 2014 – Björn Waldegård, szwedzki kierowca rajdowy (ur. 1943)
- 2015:
  - Wayne W. Dyer, amerykański wykładowca, autor książek motywacyjnych (ur. 1940)
  - Kinga Zygma, polska poetka, tłumaczka (ur. 1957)
- 2016:
  - Bronisław Baczko, polski filozof, historyk myśli społecznej, wykładowca akademicki (ur. 1924)
  - Andrzej Gajewski, polski lekarz radiolog, wykładowca akademicki, polityk, wojewoda białostocki (ur. 1944)
  - Gene Wilder, amerykański aktor (ur. 1933)
- 2017:
  - Marian Kowalczyk, polski jeździec sportowy (ur. 1926)
  - Konrad Małecki, polski siatkarz (ur. 1979)
- 2018:
  - Sylwester Kozera, polski muzyk, członek Kapeli Czerniakowskiej (ur. 1946)
  - Tatjana Kuzniecowa, rosyjska pułkownik lotnictwa, inżynier, kosmonautka (ur. 1941)
  - Erich Lessing, austriacki fotografik (ur. 1923)
  - Zbigniew Mateńko, polski piłkarz ręczny (ur. 1936)
  - James Mirrlees, brytyjski ekonomista, laureat Nagrody Banku Szwecji im. Alfreda Nobla w dziedzinie ekonomii (ur. 1936)
  - Paul Taylor, amerykański choreograf (ur. 1930)
- 2019:
  - Janusz Hajnos, polski hokeista (ur. 1968)
  - Guy Innes-Ker, brytyjski arystokrata (ur. 1954)
  - Juhani Kärkinen, fiński skoczek narciarski (ur. 1935)
  - Achille Silvestrini, włoski duchowny katolicki, wysoki urzędnik Kurii Rzymskiej, kardynał (ur. 1923)
  - Vladimir Veličković, serbski malarz (ur. 1935)
- 2020:
  - Władimir Andriejew, rosyjski aktor (ur. 1930)
  - Clifford Robinson, amerykański koszykarz (ur. 1966)
- 2021:
  - Edward Asner, amerykański aktor (ur. 1929)
  - Kolë Berisha, kosowski prawnik, polityk, przewodniczący Zgromadzenia Kosowa (ur. 1947)
  - Lee Perry, jamajski producent muzyczny, kompozytor, dubmaster, autor tekstów (ur. 1936)
  - Jacques Rogge, belgijski chirurg, żeglarz sportowy, prezydent MKOl (ur. 1942)
- 2022:
  - Paul-Marie Cao Đình Thuyên, wietnamski duchowny katolicki, biskup Vinh (ur. 1927)
  - Charlbi Dean, południowoafrykańska aktorka, modelka (ur. 1990)
  - Manzoor Hussain, pakistański hokeista na trawie (ur. 1958)
  - Rigoberto Riasco, panamski bokser (ur. 1953)
  - Hans-Christian Ströbele, niemiecki prawnik, adwokat, polityk (ur. 1939)
- 2023:
  - Ryszard Morawski, polski malarz batalistyczny, rysownik, projektant zabawek (ur. 1933)
  - Stanisław Papież, polski dziennikarz, polityk, poseł na Sejm RP (ur. 1965)
- 2024:
  - Kurt Bendlin, niemiecki lekkoatleta, wieloboista (ur. 1943)
  - Johnny Gaudreau, amerykański hokeista (ur. 1993)
  - Javier Gómez-Navarro, hiszpański przedsiębiorca, działacz gospodarczy, polityk, minister handlu i turystyki (ur. 1945)
  - Hieronim Szczegóła, polski historyk, wykładowca akademicki (ur. 1931)
  - Jean-Charles Tacchella, francuski reżyser i scenarzysta filmowy (ur. 1925)
  - Pilar Marie Victoria, portorykańska siatkarka (ur. 1995)